# Coriolan supplié par sa famille
Coriolan supplié par sa famille est une peinture à l’huile sur toile de 112 × 198,5 cm réalisée vers 1652 par le peintre Nicolas Poussin.  Elle fait partie de la collection du Musée Nicolas-Poussin des Andelys dans l'Eure.

## Propriétaire
Le commanditaire de l’œuvre n’est pas connu, mais le tableau change plusieurs fois de propriétaire jusqu’à la révolution. Il est saisi en 1794 chez un trésorier de la Marine, Simon-Charles Boutin. Il est envoyé aux Andelys  par l'État français vers 1803-1804, mais il reste à Évreux jusqu'en 1832, dans le bâtiment de la préfecture de l'Eure. Il est transféré aux Andelys et dans un premier temps, il est conservé dans le palais de justice. Il est sauvé dans la nuit 6 au 7 février 1860 lors de l'incendie qui ravage le bâtiment. Il est exposé après dans l'hôtel de ville. Il échappe à nouveau à la destruction lorsque la mairie est bombardée durant la Seconde Guerre mondiale. Elle fait partie maintenant de la collection du Musée Nicolas-Poussin. Même si le tableau est parfois prêté pour des expositions internationales, comme entre septembre 2019 et aout 2020 où il est exposé au Japon pour l’exposition « Splendeur de la peinture française, regard de René Huyghe ». C’est à cette occasion que le Japon finance la restauration de l'encadrement de style Régence par les soins du doreur Sébastien David, lequel arrive aux Andelys en 1832, mais qui n’est pas le cadre d’origine.

## Sujet

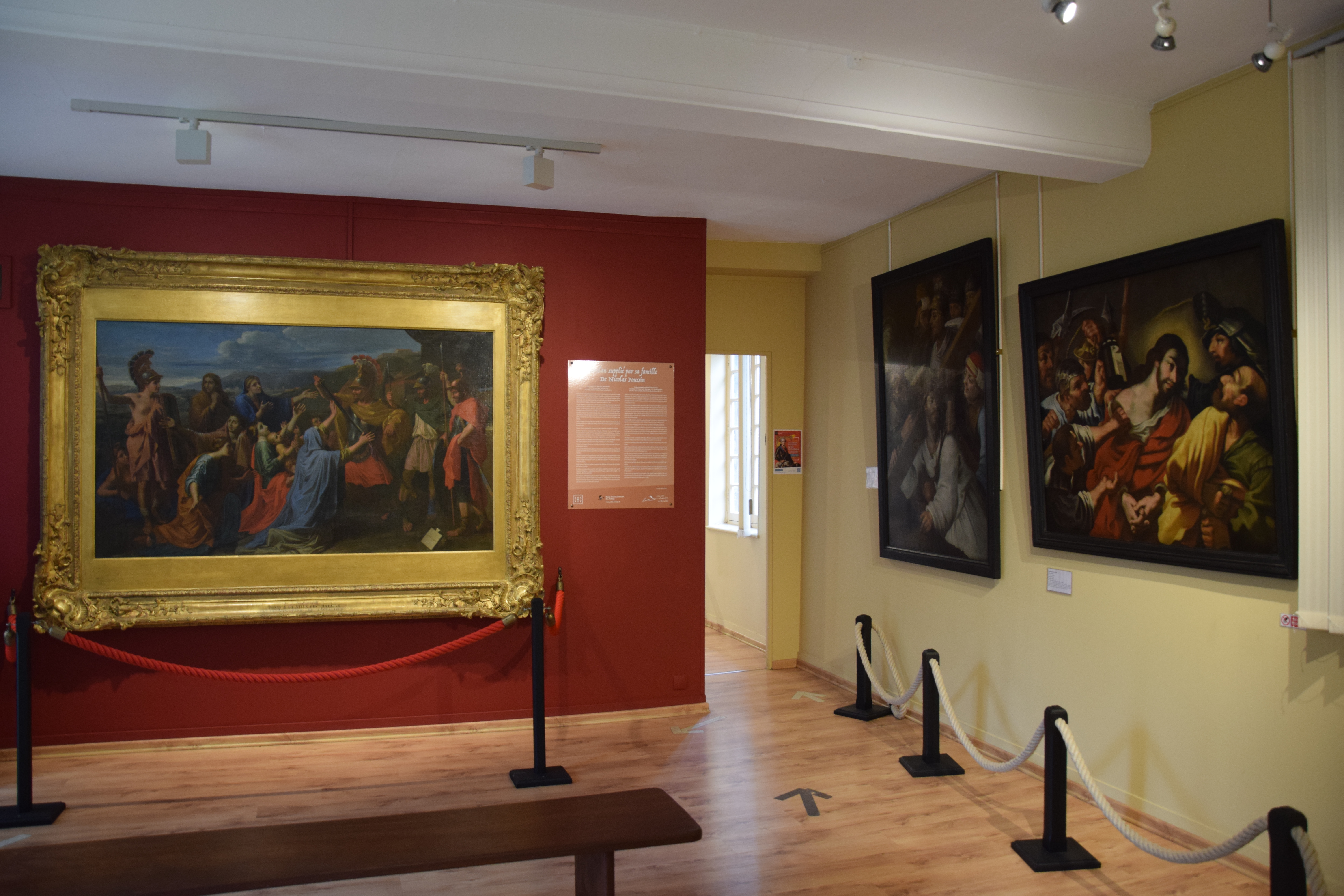
Le tableau aux Andelys.

Poussin s’inspire d’un épisode de la vie du générale Coriolan selon la description de Tite-Live dans son histoire romaine et par Plutarque dans ses vies parallèles d'hommes illustres.
Coriolan est un général romain exilé de Rome à la suite de rivalité politique intestine. Il passe dans le camp opposé et devient le chef des armées chez les Volsques. Il revient à Rome dans le but de prendre la ville, mais sa mère Véturie et sa femme Volumnie, avec leurs enfants trouvent Coriolan et le supplie d’épargner la ville. Celui-ci ému range son épée. Il sera mis à mort par les Volsques pour trahison.  

## Symbole
L’œuvre est riche de symbole avec sa composition longitudinale complexe qui compte treize personnages.
Le peintre organise la scène comme une tragédie, disposant les personnages au premier plan comme dans un bas-relief antique.
La scène est théâtralisée : bras tendu, expression du visage marquée (détresse, fureur, détermination).
À gauche se trouvent l’allégorie de Rome et la figure de la fortune (Fortuna public populi romani).
En bas, au pied du personnage de droite, se trouve un cartellino comportant  « CORIOLANUS ».